# Nikola Nestorović
Nikola Nestorović (v srbské cyrilici Никола Несторовић; 15. dubna 1868 Požarevac, Rakousko-Uhersko – 18. února 1957 Bělehrad, Jugoslávie) byl srbský a jugoslávský architekt a profesor Technické fakulty Bělehradské univerzity.
Jeho otcem byl Bogdan Nestorović, obchodník a předseda opštiny Požarevac. V Požarevaci Nikola také vyšel základní školu a gymnázium. Poté se přestěhoval do Bělehradu, kde vystudoval reálné gymnázium a následně Technickou fakultu Veliké školy. V roce 1890 svá vzdělání zakončil a začal pracovat na Ministerstvu výstavby. Následně byl vyslán do Požarevace, kde dokumentoval místní lesy a připravoval regulaci řeky Moravy. Roku 1893 se vrátil do Bělehradu a požádal o stipendium pro studium v zahraničí. Ačkoliv neuspěl, získal alespoň nějaké finanční prostředky a odcestoval na studium na technickou vysokou školu do Berlína. Na ministerstvu výstavby působil pak ještě do roku 1905. V roce 1898 se stal čestným profesorem Technické fakulty v Bělehradě. Profesorem byl jmenován roku 1905 a 1919. Přednášel až do druhé světové války.

## Budovy
Nestorović navrhl za svůj život několik budov na území Srbska
- Národní muzeum na Náměstí republiky
- Dům Nikoly Nestoroviće na adrese Kneza Miloša 40, Bělehrad
- Dům V. Markoviće na adrese Terazije 38
- Budova první banky v Bělehradě (Beogradska zadruga)
- Dům obchodníka Stamenkoviće na rohu ulice Kralja Petra a Uzun-Mirkovy.
- Hotel Bristol